# بحيرة بلاك ليك
بحيرة بلاك ليك (بالإنجليزية: Black Lake) هي بحيرة طبيعية تقع في مقاطعة ثورستون بولاية واشنطن في الولايات المتحدة. تبلغ مساحة البحيرة حوالي 2.32 كيلومتر مربع، ويصل أقصى عمق لها إلى 40 متر.

## التسمية
سُميت بحيرة بلاك بهذا الاسم بسبب الطابع المظلم لمياهها.